# Lake (Wiltshire)
Lake – przysiółek w Anglii, w Wiltshire, w dystrykcie (unitary authority) Wiltshire. Leży 3,5 km od miasta Amesbury, 9,1 km od miasta Salisbury i 126,8 km od Londynu. W latach 1870–1872 osada liczyła 74 mieszkańców.